# 迈克·邓利维 (政治人物)
迈克尔·詹姆斯·邓利维（英語：Michael James Dunleavy，1961年5月5日—）为美国共和党籍政治人物，现任阿拉斯加州州长。曾于2013年至2018年担任阿拉斯加州参议院议员，在时任州长比尔·沃克于2018年宣布退选后决定参选，随后他在州長选舉击败民主党候选人马克·贝吉奇成功当选。2022年順利任。

## 早年生活和教育
邓利维出生并成长于宾夕法尼亚州斯克兰顿，并于1979年在斯克兰顿中央高中毕业。他先是于1979年在米塞里科迪亚大学获得文学学士学位，后又在阿拉斯加大学费尔班克斯分校获得教育学硕士学位。